# 市原吏音
市原 吏音（いちはら りおん、2005年7月7日 - ）は、埼玉県さいたま市出身のプロサッカー選手。Jリーグ・RB大宮アルディージャ所属。ポジションはディフェンダー（DF）。

## 経歴
大宮アルディージャアカデミー（ジュニア、U15、U18）出身。
2022年2月に大宮アルディージャの2種登録。
2023年6月、再び2種登録され、7月12日の天皇杯 JFA 第103回全日本サッカー選手権大会3回戦セレッソ大阪戦にクラブ史上最年少となる18歳と5日でのトップチームデビュー果たした。更に7月16日のJ2リーグ第26節栃木SC戦にスタメン出場でリーグ戦デビューを果たした。

2024年1月2日に大宮アルディージャのトップチーム昇格が発表された。
2024シーズンはチームの副キャプテンとしてJ3優勝に大きく貢献した。

## 所属クラブ
- 大宮流星SSS
- 大宮アルディージャジュニア
- 大宮アルディージャU15
- 大宮アルディージャU18
  - 2022年  大宮アルディージャ（2種登録）
  - 2023年6月 - 同年12月  大宮アルディージャ（2種登録）
- 2024年 -  大宮アルディージャ / RB大宮アルディージャ

## 個人成績
| 国内大会個人成績 | 国内大会個人成績 | 国内大会個人成績 | 国内大会個人成績 | 国内大会個人成績 | 国内大会個人成績 | 国内大会個人成績 | 国内大会個人成績 | 国内大会個人成績 | 国内大会個人成績 | 国内大会個人成績 | 国内大会個人成績 |
| 年度             | クラブ           | 背番号           | リーグ           | リーグ戦         | リーグ戦         | リーグ杯         | リーグ杯         | オープン杯       | オープン杯       | 期間通算         | 期間通算         |
| 年度             | クラブ           | 背番号           | リーグ           | 出場             | 得点             | 出場             | 得点             | 出場             | 得点             | 出場             | 得点             |
| 日本             | 日本             | 日本             | 日本             | リーグ戦         | リーグ戦         | リーグ杯         | リーグ杯         | 天皇杯           | 天皇杯           | 期間通算         | 期間通算         |
| ---------------- | ---------------- | ---------------- | ---------------- | ---------------- | ---------------- | ---------------- | ---------------- | ---------------- | ---------------- | ---------------- | ---------------- |
| 2023             | 大宮             | 43               | J2               | 17               | 0                | -                | -                | 1                | 0                | 18               | 0                |
| 2024             | 大宮             | 4                | J3               | 31               | 4                | 0                | 0                | 0                | 0                | 31               | 4                |
| 2025             | 大宮             | 4                | J2               |                  |                  |                  |                  |                  |                  |                  |                  |
| 通算             | 日本             | 日本             | J2               | 17               | 0                | -                | -                | 1                | 0                | 18               | 0                |
| 通算             | 日本             | 日本             | J3               | 31               | 4                | 0                | 0                | 0                | 0                | 31               | 4                |
| 総通算           | 総通算           | 総通算           | 総通算           | 48               | 4                | -                | -                | 1                | 0                | 48               | 4                |

- 2022年、2023年は2種登録選手。2022年は出場無し。

出場歴
- Jリーグ初出場：2023年7月16日 J2第26節 栃木SC戦（NACK5スタジアム大宮）
- Jリーグ初得点：2024年3月16日 J3第4節 vs奈良クラブ戦（NACK5スタジアム大宮）

## タイトル

### クラブ
大宮アルディージャ
- J3リーグ：1回（2024年）
- 埼玉県サッカー選手権大会：1回（2024年）

### 個人
- J3リーグベストイレブン：1回（2024年）[6]

## 代表歴
- 2020年 - U-15日本代表候補
- 2021年 - U-16日本代表候補
- 2022年 - U-17日本代表、U-18日本代表
- 2023年 - U-19日本代表（モーリスリベロトーナメント(旧トゥーロン国際大会)）[3][7]、U-18日本代表[8]
- 2024年 - U-19日本代表[9]
- 2025年 - U-20日本代表（AFC U20アジアカップ2025）[10][11]